# (5060) Yoneta
(5060) Yoneta es un asteroide perteneciente al cinturón de asteroides, descubierto el 24 de enero de 1988 por Seiji Ueda y el astrónomo Hiroshi Kaneda desde el Kushiro Marsh Observatory, Hokkaido, Japón.

## Designación y nombre
Designado provisionalmente como 1988 BO5. Fue nombrado Yoneta en honor al ingeniero graduado por la Universidad de Hokkaido Katsuhiko Yoneta, pionero en la observación astronómica en Hokkaido, inició a muchos estudiantes.

## Características orbitales
Yoneta está situado a una distancia media del Sol de 2,613 ua, pudiendo alejarse hasta 3,108 ua y acercarse hasta 2,118 ua. Su excentricidad es 0,189 y la inclinación orbital 1,972 grados. Emplea 1543,31 días en completar una órbita alrededor del Sol.

## Características físicas
La magnitud absoluta de Yoneta es 14. Tiene 8,402 km de diámetro y su albedo se estima en 0,076.